# William King (geolog)

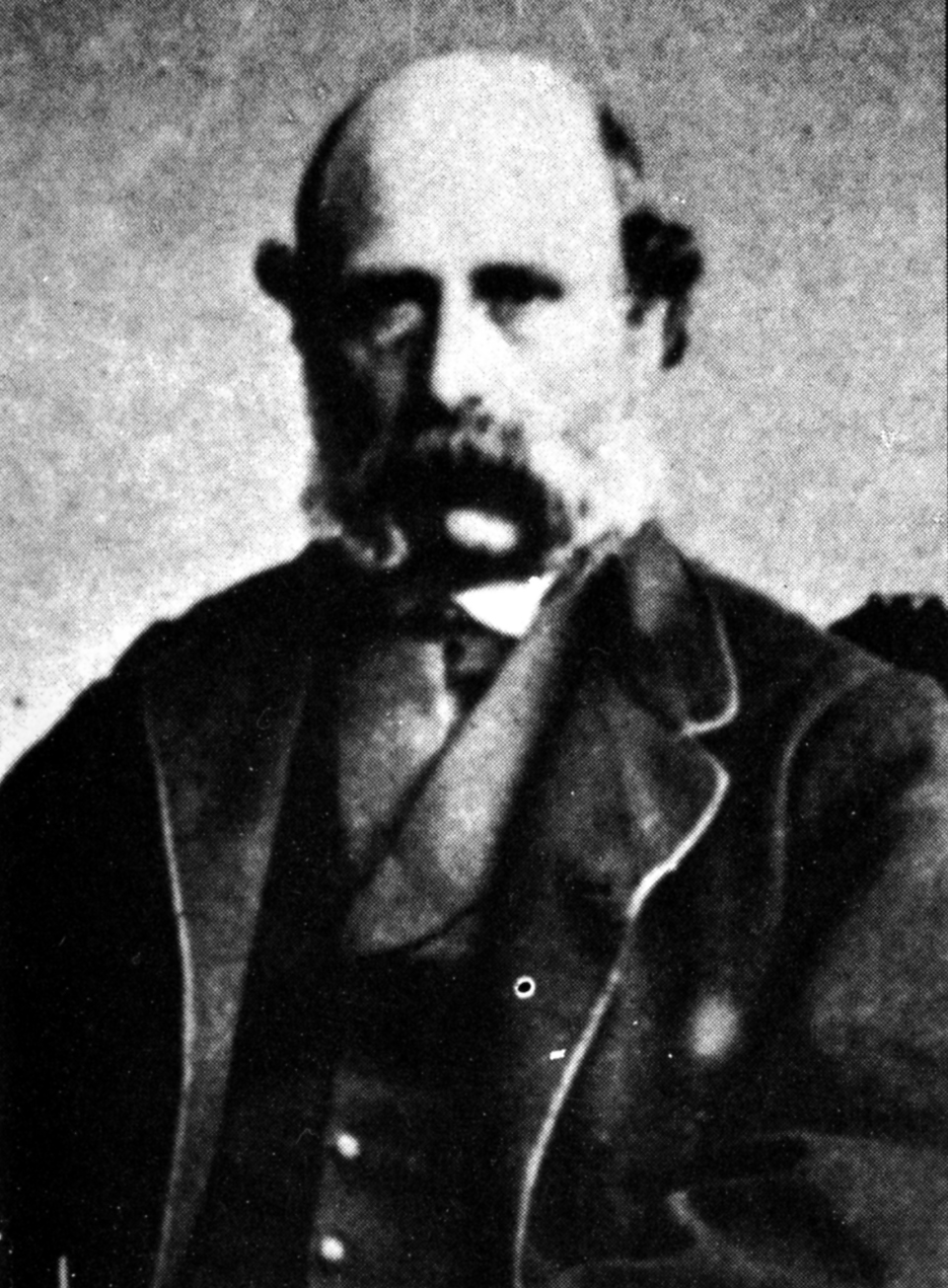
William King

William King (ur. 22 kwietnia 1809 w Sunderland, zm. 1886) – brytyjski geolog i paleontolog, jako pierwszy opisał neandertalczyka jako odrębny gatunek.

## Życiorys
Ukończył szkołę w swoim rodzinnym mieście, jednak uniwersyteckich studiów w zakresie nauk geologicznych nie odbył, będąc w tej dziedzinie samoukiem i kolekcjonerem skał, minerałów oraz skamieniałości. Tym niemniej w 1840 r. uzyskał posadę kuratora zbiorów paleontologicznych i geologicznych w muzeum w Newcastle upon Tyne, a w 1849 r. objął katedrę mineralogii i geologii w nowo utworzonym Queen’s College Galway w Galway w Irlandii, gdzie na bazie własnych zbiorów założył muzeum geologiczne. W 1864 r. opublikował wyniki swoich badań nad znanym już od 8 lat materiałem kostnym hominida pochodzącym z doliny Neandertal w Niemczech. Jako pierwszy ustalił, że nie są to szczątki Homo sapiens, lecz innego gatunku, dla którego wyznaczył nazwę Homo neanderthalensis.
King wziął też udział w dyskusji nad genezą enigmatycznej struktury geologicznej znalezionej w skałach prekambru Kanady i przez część ówczesnych uczonych uznawaną za najstarszą znaną skamieniałość Eozoon canadense. King jako pierwszy (we współautorskim artykule z 1866 r.) zanegował ten pogląd, twierdząc, że jest to struktura niebiologiczna, co zostało później potwierdzone. Badał też geologię Irlandii oraz faunę permu Anglii, na temat której opublikował w 1850 r. monografię "A Monograph of the Permian Fossils of England", której reprint wydał Cambridge University Press.